# 대원군 (1990년 드라마)
《대원군》(大院君)은 MBC 정통 사극 조선왕조 오백년 시리즈의 열한 번째 작품이자 마지막 작품으로 1990년 5월 6일부터 1990년 12월 23일까지 방영되었다.

## 트리비아
안동 김씨 60년의 세도 척결, 왕권 확립의 기틀을 내걸었던 흥선대원군 이하응, 그의 생애로 대변되었던 작품으로, 조선의 26대 임금 고종하고 27대 마지막 임금 순종으로 이어지는 시기가 배경이다.
강화도령의 비극, 와신상담의 세월을 극복한 흥선대원군의 집념하고 개혁 정치, 밀어닥치는 열강의 침략, 청나라 군대의 침략, 명성황후의 비참한 최후, 한말의 격동기를 재조명했던 본 드라마는 조선왕조 500년 시리즈의 마지막 작품이 되었다.
고종의 아관파천까지 재조명하였고 이후(순종)의 대한제국 시대(1897년 10월 12일~1910년 8월 29일)는 제외되었다.

## 출연

### 조선
- 흥선대원군 이하응 : 임동진
- 부대부인 민씨 : 엄유신
- 추월 : 김영란
- 명성황후 민씨 : 김희애(아역:이잎새)
- 순원왕후 김씨 : 김소원
- 신정왕후 조씨 : 고두심
- 철인왕후 김씨 : 채유미
- 숙의 온양 방씨 : 이응경
- 숙의 금성 범씨 : 채시라
- 여주 이씨 : 이주희(아역:이재은)
- 철종 : 최수종
- 대한제국 고종 : 김홍석
- 순종(세자) : 이민우
- 이최응(흥인군, 대원군의 형) : 김기일
- 이재면(대원군의 장남, 고종의 형) : 이원재
- 이준용(이재면의 아들) : 김경진
- 김응원(대원군의 집사) : 임문수
- 천희연 : 유퉁
- 하정일 : 나성균
- 장순규 : 이계인
- 안필주 : 맹상훈
- 김좌근 : 정욱
- 나합 : 김해숙
- 박마르타 : 장희진
- 김병기 : 임혁
- 김병학 : 현석
- 김병국 : 이영범
- 조성하 : 홍학표
- 조영하 : 홍성선
- 정원용 : 홍계일
- 조두순 : 오승명
- 최한기 : 조경환
- 홍순목 : 변희봉
- 최익현 : 정승현
- 박규수 : 남영진
- 유대치 : 한인수
- 오경석 : 강성욱
- 이동인 : 이도련
- 김옥균 : 김동현
- 박영효 : 임영규
- 김홍집 : 최상훈
- 홍영식 : 이성
- 서광범 : 이정훈
- 서재필 : 박형준
- 박영교 : 허기호
- 민승호 : 임정하
- 민겸호 : 정호근
- 민태호 : 박경현
- 민영익 : 윤순홍
- 우범선 : 김주영
- 홍종우 : 김명수
- 김윤식 : 전국근
- 김홍집 : 최상훈
- 정병하 : 문회원
- 박은식 : 강인덕
- 전봉준 : 이영범
- 동학교도 : 윤석오, 이창환
- 조병갑 : 심양홍
- 유길준 : 정태섭
- 이완용 : 박태호
- 이윤용 : 사상기
- 이범진 : 김웅철
- 안경수 : 유판웅
- 홍계훈 : 홍순창
- 이경하 : 정진화
- 이현익 : 정명환
- 설아(진령군을 모델로 한 개화 여성 – 유대치의 제자로 설정) : 권은아
- 고영근 : 정한헌(설아의 남편으로 설정)
- 김춘영, 류복만, 정의길(임오군란을 주동한 군인들) : 박경순, 김영석, 임대호
- 김좌근 집사 : 나영진
- 오세창 : 이진우
- 허윤정
- 양희경
- 박규채
- 신윤정

### 청나라
- 원세개 : 조춘
- 등세창 : 한지일
- 정여창 : 최선균
- 오장경 : 심우창
- 마건충 : 박상조
- 이홍장 : 전운
- 증국번 : 황일청

### 일본
- 모리야마 시게루(삼산무) : 사상기
- 오카모토 류노스케(강본류지조) : 정성모
- 미우라 고로(삼포오로) : 신충식
- 이노우에 가오루(정상형) : 김용건
- 하나부사 요시모토(화방의질) : 김호영
- 이토 히로부미(이등박문) : 이묵원
- 구로다 키요타카(흑전청룡) : 김영인
- 다케조에 신이치로(죽첨진일랑) : 장보규
- 구스노세 유키히코(을미사변 가담자) : 전희룡

### 서양
- 손탁 : 성명 불상의 백인 여성

### 해설
- 송두석

## 회차별 부제
| 회차(총 회차) | 방송 일자(1990년) | 부제                   |
| ------------- | ----------------- | ---------------------- |
| 1(507)        | 5.6               | 강화도령               |
| 2(508)        | 5.13              | 철종대왕               |
| 3(509)        | 5.20              | 전하의 첫사랑          |
| 4(510)        | 5.20              | 왕비는 15세            |
| 5(511)        | 6.3               | 기인 정수동            |
| 6(512)        | 6.10              | 방황의 시작            |
| 7(513)        | 6.17              | 천하장안               |
| 8(514)        | 6.24              | 궁도령                 |
| 9(515)        | 7.8               | 김극목                 |
| 10(516)       | 7.15              | 왕기설                 |
| 11(517)       | 7.22              | 대보를 옮겨라          |
| 12(518)       | 7.29              | 철종 승하              |
| 13(519)       | 8.5               | 살아있는 대원군        |
| 14(520)       | 8.12              | 서원을 철폐하라        |
| 15(521)       | 8.26              | 당하라! 장김들아       |
| 16(522)       | 9.2               | 경복궁 중건            |
| 17(523)       | 9.9               | 중전 간택              |
| 18(524)       | 9.16              | 병인년 서양바람        |
| 19(525)       | 9.23              | 중궁전에서 부는 바람   |
| 20(526)       | 9.30              | 한미전쟁 그리고 척화비 |
| 21(527)       | 10.7              | 민비의 절규            |
| 22(528)       | 10.14             | 새싹은 아직 어리고     |
| 23(529)       | 10.21             | 도봉을 바라보며        |
| 24(530)       | 10.28             | 운양호와 강화도조약    |
| 25(531)       | 11.4              | 괴승 이동인            |
| 26(532)       | 11.11             | 임오군란               |
| 27(533)       | 11.18             | 대원군 인질이 되다     |
| 28(534)       | 11.25             | 갑신정변               |
| 29(535)       | 12.2              | 삼일천하               |
| 30(536)       | 12.9              | 염불공사               |
| 31(537)       | 12.16             | 민왕후 시해            |
| 32(538)       | 12.23             | 단발령 그리고 아관파천 |